# Simone Consonni
Simone Consonni (ur. 12 września 1994 w Bergamo) – włoski kolarz torowy i szosowy, trzykrotny medalista olimpijski oraz wielokrotny medalista torowych mistrzostw świata i Europy.
Kolarstwo uprawia również jego siostra Chiara.

## Kariera
Pierwsze sukcesy w karierze osiągnął w 2015 roku, kiedy zdobył trzy medale. Najpierw wywalczył brązowy medal w madisonie na torowych mistrzostwach Europy młodzieżowców w Atenach. Następnie zajął drugie miejsce w wyścigu ze startu wspólnego młodzieżowców podczas szosowych mistrzostw świata w Richmond. Ponadto zajął drugie miejsce w wyścigu eliminacyjnym na torowych mistrzostwach Europy w Grenchen.
W 2016 roku wspólnie z kolegami z reprezentacji zdobył srebrny medal w drużynowym wyścigu na dochodzenie podczas torowych mistrzostw Europy w Yvelines. Wynik ten Włosi z Consonnim w składzie powtórzyli na rozgrywanych rok później mistrzostwach Europy w Berlinie. W 2017 roku zdobył też brązowy medal w tej konkurencji na mistrzostwach świata w Hongkongu. Kolejne dwa medale zdobył na mistrzostwach świata w Apeldoorn w 2018 roku, gdzie najpierw zdobył brązowy medal w drużynowym wyścigu na dochodzenie. Dwa dni później zajął też trzecie miejsce w omnium, przegrywając tylko z Polakiem Szymonem Sajnokiem i Janem-Willemem van Schipem z Holandii.
Dwukrotnie na podium stawał także podczas mistrzostw świata w Berlinie w 2020 roku, zajmując drugie miejsce w scratchu i trzecie w wyścigu drużynowym. Na rozgrywanych rok później mistrzostwach świata w Roubaix Włosi z Consonnim w składzie zwyciężyli w wyścigu drużynowym. Consonni ponadto zdobył srebro w madisonie. Brał też udział w igrzyskach olimpijskich w Tokio, gdzie Włosi ponownie zwyciężyli w drużynowym wyścigu na dochodzenie. W tej samej konkurencji zdobył ponadto srebrny medal podczas mistrzostw świata w Yvelines w 2022 roku.